# M114-houwitser

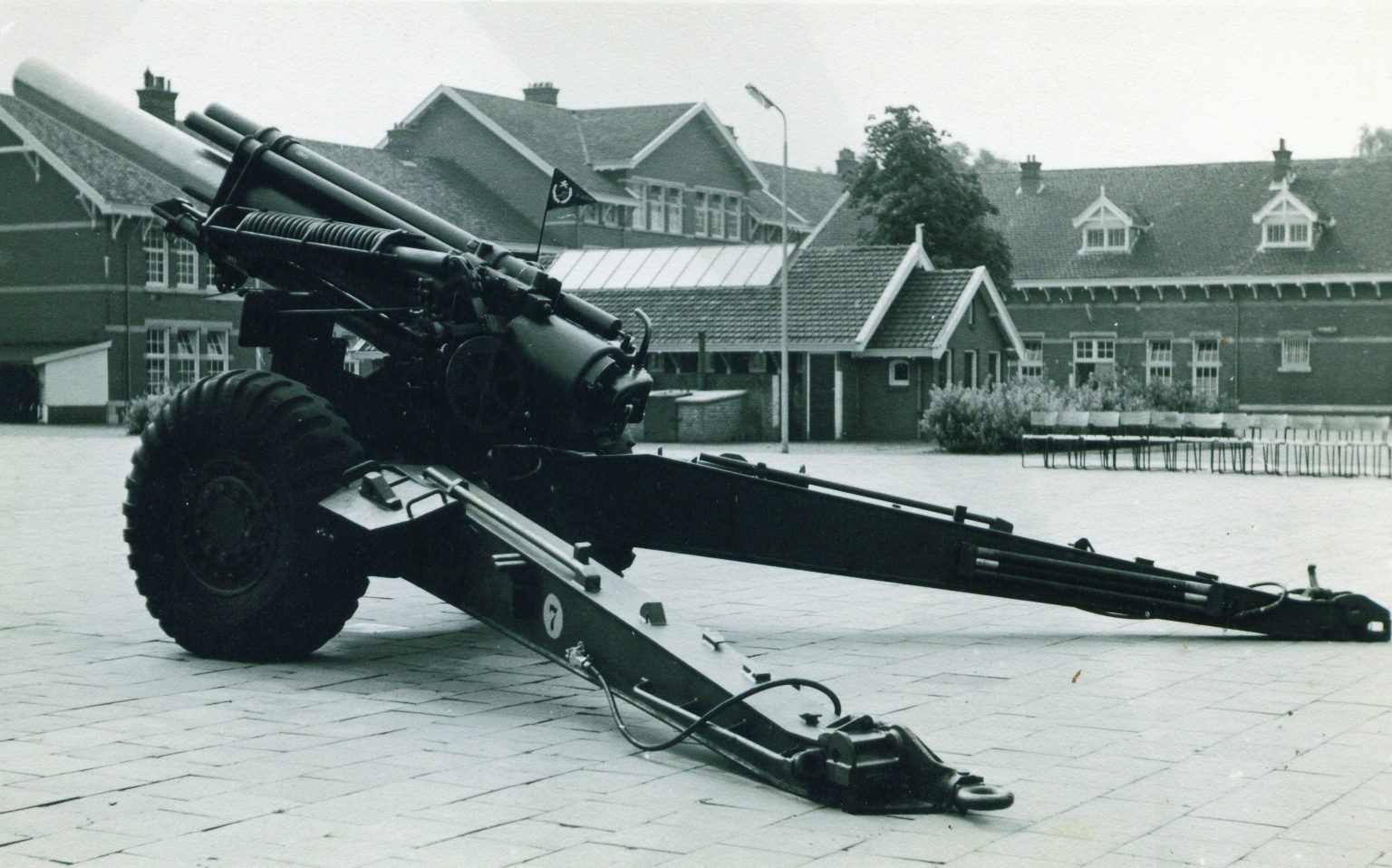
M114/23 houwitser van 14 Afdeling Veldartillerie op de Van Essenkazerne, in Ede (Nederland)

De M114-houwitser is een Amerikaanse getrokken houwitser uit 1942. De houwitser droeg oorspronkelijk de naam M1 die in 1962 werd veranderd in M114.:p49-50

## Beschrijving
De M114 heeft een kaliber van 155 mm en behoort daarmee tot de middelzware artillerie. De bemanning bestaat uit een commandant en tien kanonniers, waarvan de richter tevens plaatsvervangend stukscommandant was. De overige functies waren: aanzetter (tweemaal), afvuurder, commandant munitieploeg, kardoeslader/projectieldrager, kardoeswerker, munitiewerker, projectieldrager en tempereerder. Daarbij komt nog de bemanning van een trekkend voertuig (chauffeur en in sommige gevallen een boordschutter).
De M114 bestaat uit twee hoofdcomponenten: de affuit met de slede en de veergestabiliseerde schietbuis met de afsluiter en de vizierinrichting. Tussen deze twee componenten zit de hydropneumatische terugslagrem, die de terugslag van het wapen dempt. De wielen worden in schietpositie omhooggeklapt, het kanon rust vervolgens op een massieve sokkel. De benen van het spreidaffuit zijn inklapbaar en fungeren als een dissel bij het transport van de vuurmond.
In stelling kan het azimut (de breedterichting) van het wapen 24° naar links of 25° rechts van de hoofdrichting gedraaid worden. De elevatie ligt tussen −2° en +63°.
Ondanks het gewicht van bijna 6 ton, is de M114 in tegenstelling tot zware, zelfrijdende houwitsers, te transporteren met een vliegtuig of helikopter, bijvoorbeeld een CH-53 Super Stallion of CH-47 Chinook zodat hij ook op plaatsen kan komen die niet via de weg bereikbaar zijn.

## M114/39
De M114/39 is een gemodificeerde M114A1. RDM Technology heeft de modificatie ontwikkeld. De belangrijkste modificaties zijn: een nieuwe M185 L39 schietbuis met een langere kamer, 48 trekken en velden en een grotere 1:20 spoed. De schietbuis wordt gemaakt door Bofors Weapon Systems uit Zweden. Met de nieuwe mondingsrem is de M114/39 daardoor met de huidige projectielen en ladingen ballistisch gelijk aan de Amerikaanse 155 mm M109 A2 gemechaniseerde houwitser en de eveneens Amerikaanse 155 mm getrokken houwitser M198. Daarnaast zijn er verschillende modificaties aangebracht aan het affuit. De modificaties maken het ook mogelijk om modernere munitie te verschieten, zoals ERFB. Een rookafzuiger en een hulpmotor zijn evenals de mondingsrem optioneel.
In 1986 plaatsten Denemarken, Noorwegen en Nederland gezamenlijk een order om 226 M114A1’s te laten modificeren.:391
Het betrof 96 Deense, 48 Noorse en 80 Nederlandse. De laatste waren twee Canadese M114, maar Canada heeft uiteindelijk besloten om niet meer M114’s te modificeren.
RDM Technology was de hoofdaannemer, met als onderaannemers het Deense DISA en het Noorse Norsk Forsvarsteknologi AS.
Halverwege 1994 kreeg het M114/39 programma van RDM Technology te maken met een flinke tegenslag, toen Denemarken, Noorwegen en Nederlands al hun M114/39’s buiten gebruik stelden. De reden hiervoor was dat er haarscheurtjes waren ontdekt bij de verbinding tussen boven- en onderaffuit. Die verbinding was niet gemodificeerd. Hoewel RDM Technology de problemen heeft opgelost en de scheurtjes heeft gerepareerd, werden de vuurmonden niet meer gebruikt.

## M139
Behalve het modificeren van M114’s biedt RDM Technology ook geheel nieuwe vuurmonden aan onder de naam "M139". Deze zijn vrijwel identiek aan de M114/39 en hun ballistische prestaties zijn gelijk. Voor zover bekend heeft RDM Technology alleen twee demonstratie-exemplaren gebouwd, maar nog geen nieuwe M139’s verkocht.

## Gebruik

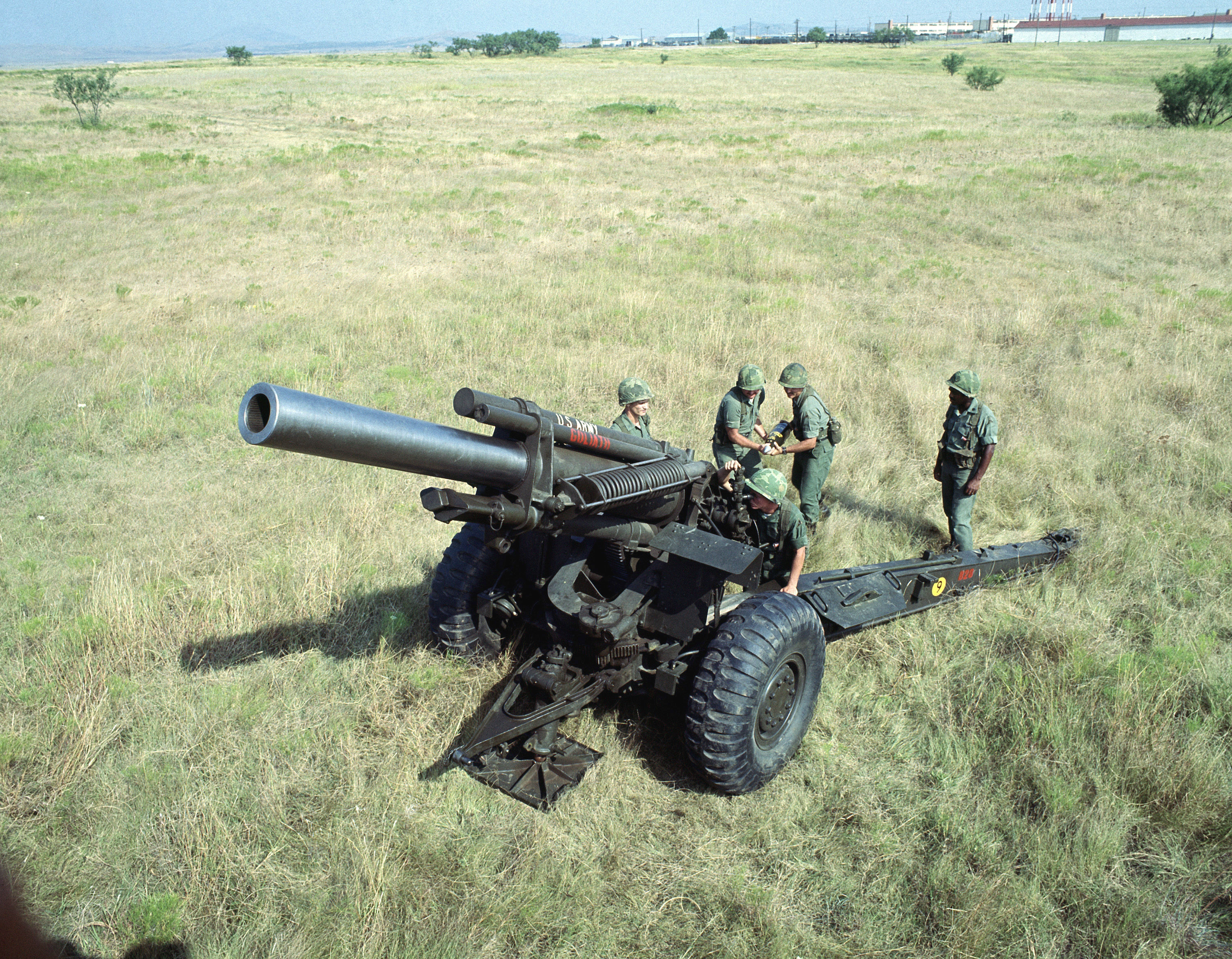
Amerikaanse soldaten testen de M114-houwitser

Het geschut heeft in het Amerikaanse Leger dienstgedaan in de Tweede Wereldoorlog, Koreaanse Oorlog en de Vietnamoorlog. Daarna het werd vervangen door de M198 Getrokken Houwitser 155 mm.
De M114 is bij tientallen landen in gebruik of gebruik geweest waaronder Nederland.

## De M114 in Nederland

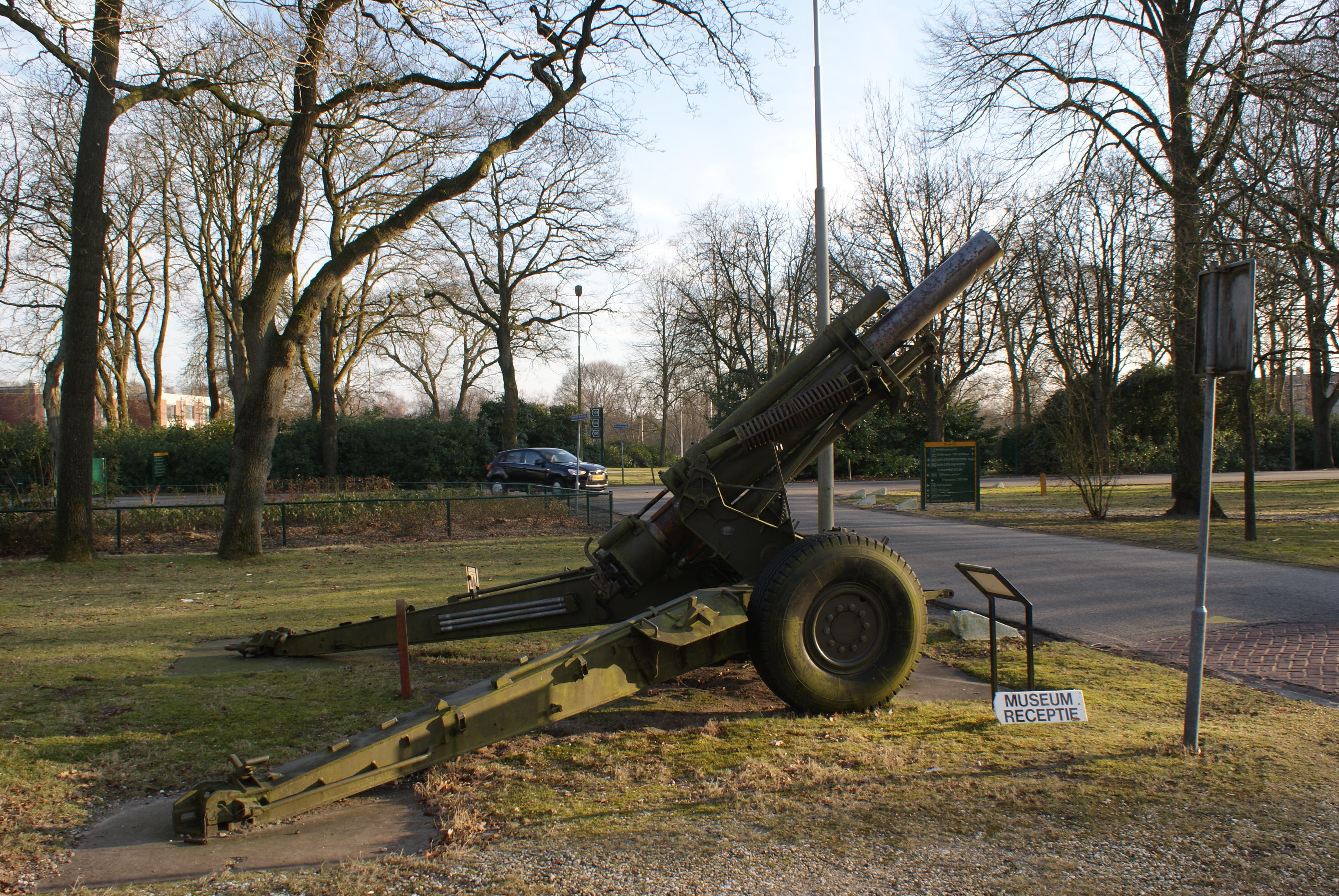
M114/23 houwitser op het Artillerie Schietkamp bij Oldebroek, Nederland.

Bij de Koninklijke Landmacht (KL) zijn van 1952 tot 2003 twee versies in gebruik geweest; de M114A1 en de gemodificeerde M114/39 uit 1989. Na de invoering van de M114/39 werd de M114A1 met korte schietbuis ook wel ook de M114/23 genoemd. Na 2003 was de M114 niet meer opgenomen in de bewapening van de Koninklijke Landmacht.

### M114/23
In de jaren ’50 ontving de KL in het kader van het Mutual Defense Aid Program (MDAP):99 van de VS 164:391 M1A1 houwitsers. In 1962 werd de naam veranderd in M114. Iedere M1A1/M114A1 Afdeling beschikte over 18 stukken, verdeeld over 3 vuurmondbatterijen.
Tot 1967 werd de M114A1 getrokken door de M4 Artillerietrekker en M5 Artillerietrekker en daarna door de DAF YA-616 AT 6-ton 6x6 enkellucht vrachtwagen voorzien van een lier met een kabel van 80 m  en een trekkracht van 9 ton. De laadbak bood ruimte aan 20 man.:198:p106-109,152:p36
Nadat 14 en 44  Afdelingen Veldartillerie, de parate M114A1 afdelingen, in 1969 waren overgestapt op de M109 gemechaniseerde houwitser, werden de mobilisabele afdelingen gevuld met personeel dat hun parate diensttijd had vervuld bij 43 of 44 Afdelingen M109.

#### Inzet
De M114A1 is door de Koninklijke Landmacht ingezet door het Nederlands Detachement Verenigde Naties in de Koreaanse Oorlog en in Nederlands-Nieuw-Guinea.

#### Afdelingen
De KL beschikte over 164:391 vuurmonden, voldoende voor 9 afdelingen van 18 stukken. Door reorganisaties en omnummeringen was de M114A1 op enig moment van 1952 t/m 1987 ingedeeld bij de volgende, veelal mobilisabele,  Afdelingen Veldartillerie::316

##### Divisieartillerie
Afdelingen Veldartillerie met M114A1 die vielen onder de artillerie van een divisie::p39,42,45
- 14 Afdeling Veldartillerie.[21] Paraat met M114A1 van 1958 tot 1969. Eerst in Ede, vanaf 1968 in Nunspeet. In 1969 overgeschakeld op M109 gemechaniseerde houwitser.[14]:p43[20]
- 24  Afdeling Veldartillerie.[22] (mobilisabel). Bestond van  1952 tot 1954. Deze afdeling was bestemd voor de uiteindelijk niet opgerichte 2e Divisie.[2]:149[14]:p40[20][23]:p60
- 34  Afdeling Veldartillerie.[24] Van 1952 t/m 1954 paraat in 't Harde. Daarna mobilisabel. Werd pas in 1995 opgeheven.[20]
- 44  Afdeling Veldartillerie.[25] Paraat met M114A1 van 1953 tot 1969. In 1953 in Ede, daarna in 't Harde. In 1969 overgeschakeld op M109 gemechaniseerde houwitser.[20]

##### Brigadeafdeling
Afdelingen Veldartillerie met M114A1 die vielen onder een brigade::p45
- 54  Afdeling Veldartillerie (mob).[26] mobilisabele afdeling. Opgeheven in 1987.[20] Was als Brigade Afdeling ingedeeld bij 101 Infanteriebrigade (mob).

##### Legerkorpsartillerie
Afdelingen Veldartillerie met M114A1 die vielen onder de Legerkorpsartillerie::p38,44
- 104  Afdeling Veldartillerie.[27] Paraat van 1952 tot 1954 in 't Harde. Opgeheven in 1987.[20][23]:p137
- 114  Afdeling Veldartillerie.[28] mobilisabele afdeling. Opgeheven in 1987.[20]
- 124  Afdeling Veldartillerie.[29] mobilisabele afdeling. Opgeheven in 1987.[20]
- 134  Afdeling Veldartillerie.[30] Paraat van 1953 tot 1957 in 't Harde. Daarna mobilisabel. In 1987 Overgeschakeld op M114/39.
- 144  Afdeling Veldartillerie.[31] In 1987 Overgeschakeld op M114/39.
- 154  Afdeling Veldartillerie.[32] mobilisabele afdeling van 1954-1964. Opgeheven in 1964.[20] Heropgericht in 1987 met M114/39.
- 244  Afdeling Veldartillerie.[33][34] mobilisabele afdeling. Opgeheven in 1987.[14]:p42[20]

#### Vervanging
In 1987 werden 134, 144 en 154  Afdelingen Veldartillerie omgevormd tot M114/39 afdelingen.:p50-51 De andere afdelingen werden opgeheven.

### M114/39 in Nederland

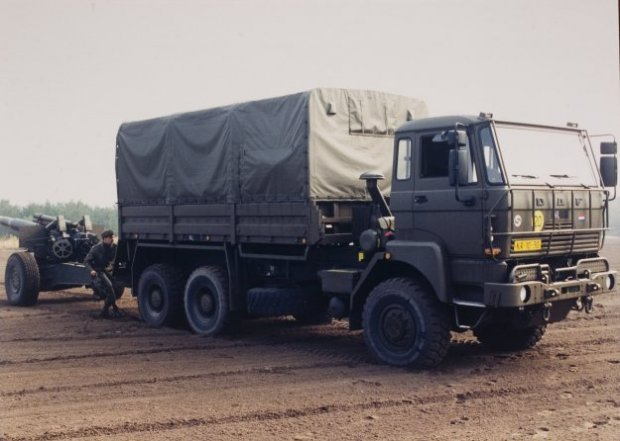
DAF YHZ 2300 artillerietrekker met M114/39

Begin jaren ‘80 werd besloten 80:391 van de 164 M114’s te modificeren door een langere schietbuis aan te brengen (L39 i.p.v. L23), de rem- en vooruitbrenginrichting te verbeteren en de affuit te versterken.:410  De modificaties aan de M114 zijn in de jaren ’80 uitgevoerd bij het Nederlandse RDM Technology. De gemodificeerde houwitser kreeg de typeaanduiding M114/39. Het maximale bereik werd hierdoor vergroot tot 30 km.:391 Om  personeel te oefenen op dit geschut, werd de C-Batterij van de 154e Afdeling Veldartillerie in 1988 paraat gesteld.

#### Afdelingen
In 1987 werden de mobilisabele 134 en 144  Afdelingen Veldartillerie omgevormd tot M114/39 afdelingen, en werd 154  Afdeling Veldartillerie heropgericht en gedeeltelijk paraat gesteld. In 1988 werd één batterij (De Charly-Batterij van 154  Afdeling Veldartillerie (C-154)) paraat gesteld, en op 2 september 1991 werd 154 Afdeling paraat gesteld (er waren slechts twee van de drie vuurmondbatterijen paraat). De derde was zoals indertijd gebruikelijk de "Klein Verlof"-Batterij. In 1994 werd 154 Afdeling weer mobilisabel gesteld, en bleef er weer één Batterij paraat. Op 1 mei 2001 werd die ook mobilisabel gesteld.
Iedere afdeling M114/39 beschikte over 24 stukken M114/39, verdeeld over uit drie vuurmondbatterijen met elk 8 stukken.

#### YHZ 2300 Artillerietrekker
Speciaal voor de M114/39 werd de DAF YHZ-2300 10-ton 6x6 enkellucht artillerietrekker ontwikkeld, waarvan de Koninklijke Landmacht er 78 kocht.:410 De vrachtwagens waren voorzien van een Rotzler HZ100/2-96 lier met een trekkracht van 9 ton. In de laadruimte waren rekken aangebracht voor het vervoer van munitie, een kachel en er was ruimte voor de bemanning van de vuurmond.:151-155

#### Vervanging en afstoting
Als snel bleek de houwitser M114/39 niet te voldoen. Het affuit was niet bestand tegen de zwaardere belasting van de zwaardere ladingen, en er ontstonden haarscheurtjes.:p51 Om  risico’s in vredestijd  te vermijden werd eind 1993 bij de parate batterijen de oude M114/23 met korte schietbuis weer beschikbaar gesteld. De M114/39’s bleven beschikbaar voor oorlogstijd. Omdat ook de M114/23 in de praktijk ook niet voldeed nam men in 1995 vijftien overtollige FH70 getrokken houwitsers van Duitsland over om het personeel van de artillerie op getrokken vuurmonden geoefend te houden.
Voor oorlogstijd bleef men beschikken over de M114/39.:p51 In 2001 werden de plannen om het getrokken geschut volledig uit te faseren bij de Koninklijke landmacht verdere invulling gegeven: op 1 mei 2001 werd de afdeling weer volledig mobilisabel gesteld, en in 2003 werd de laatste mobilisabele afdeling opgeheven.

## Gebruikers

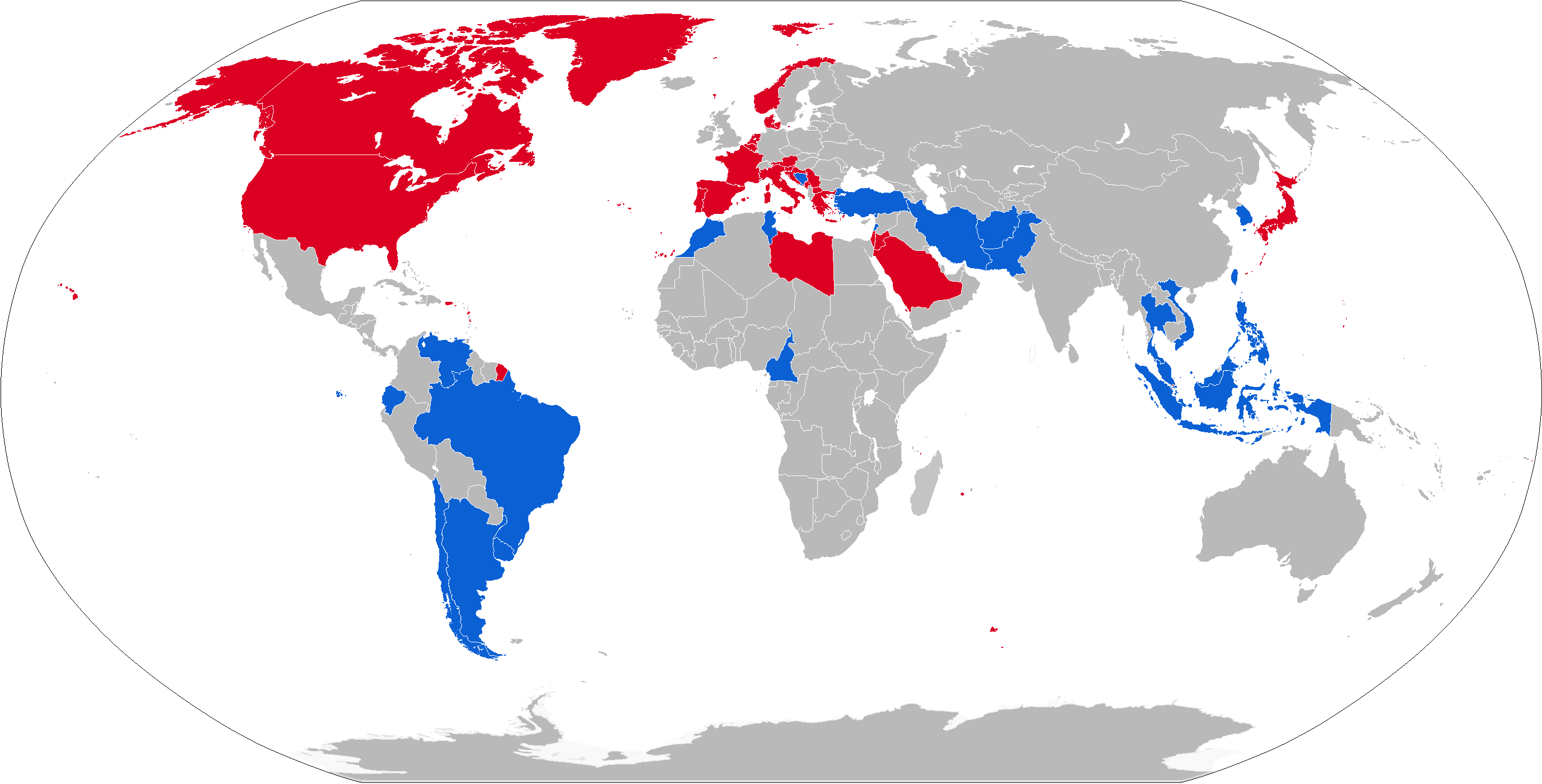
Kaart (2015) met M114 gebruikers in blauw en voormalige gebruikers in rood

### Huidige gebruikers
- Afghanistan
- Argentinië
- Bosnië en Herzegovina
- Brazilië
- Chili
- Cyprus
- Ecuador
- Filipijnen
- Indonesië
- Iran
- Kameroen
- Laos
- Libanon

- Marokko
- Pakistan: 144 in gebruik[41]
- Peru
- Portugal
- Taiwan
- Thailand: mobilisabel
- Tunesië
- Turkije
- Uruguay
- Venezuela
- Vietnam
- Zuid-Korea

### Voormalige gebruikers
- België
- Canada
- Denemarken (M114A1 en M114/39)
- Frankrijk
- Griekenland
- Israël
- Italië
- Japan

- Joegoslavië (overgenomen door staten die uit Joegoslavië ontstonden)
- Jordanië
- Khmerrepubliek
- Kroatië
- Libië
- Nederland (M114A1 en M114/39)

- Noorwegen (M114A1 en M114/39)
- Oostenrijk
- Saoedi-Arabië
- Singapore
- Spanje
- Verenigde Staten
- Zuid-Vietnam